# Bake and Shark

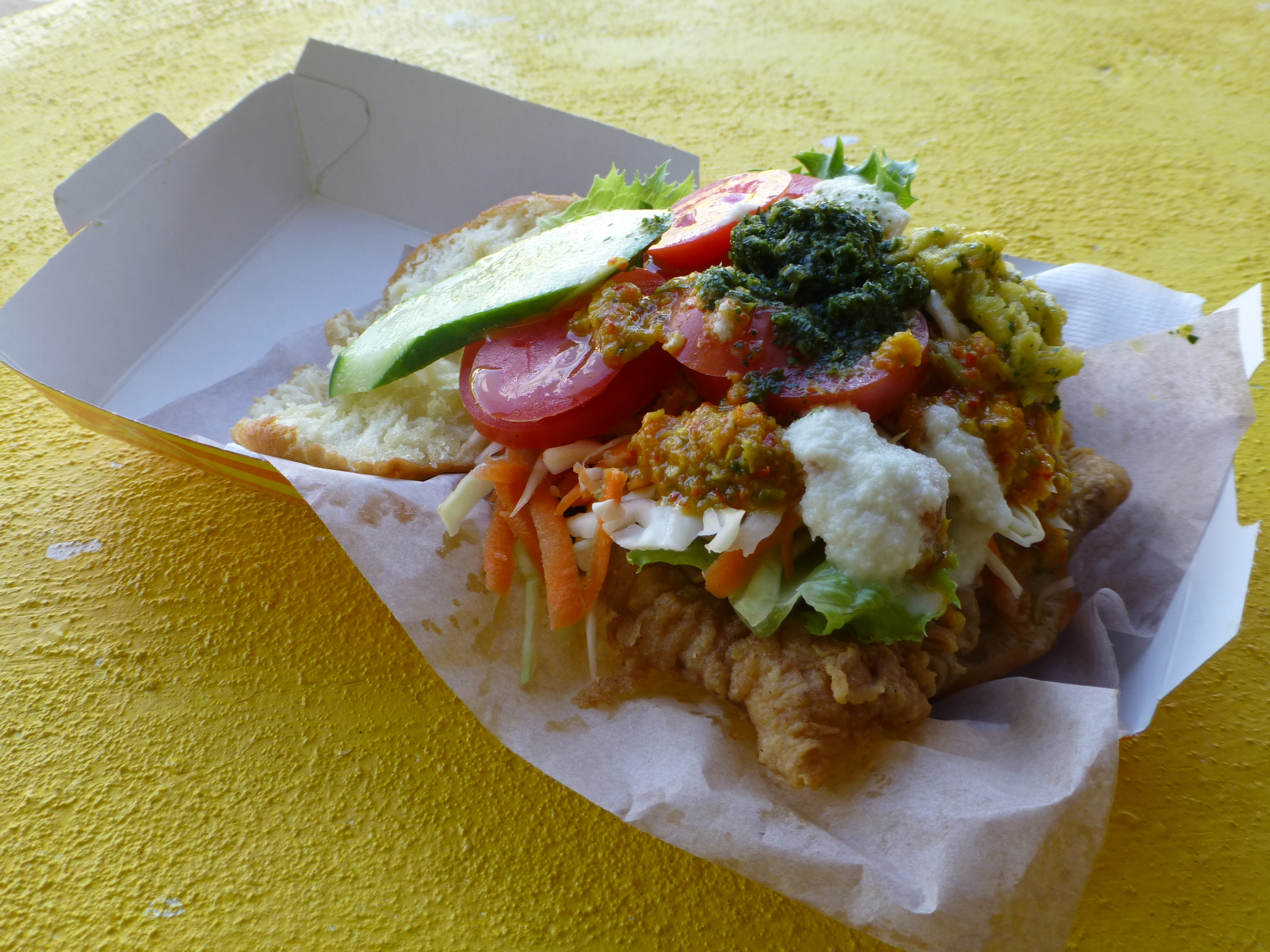
Bake and Shark

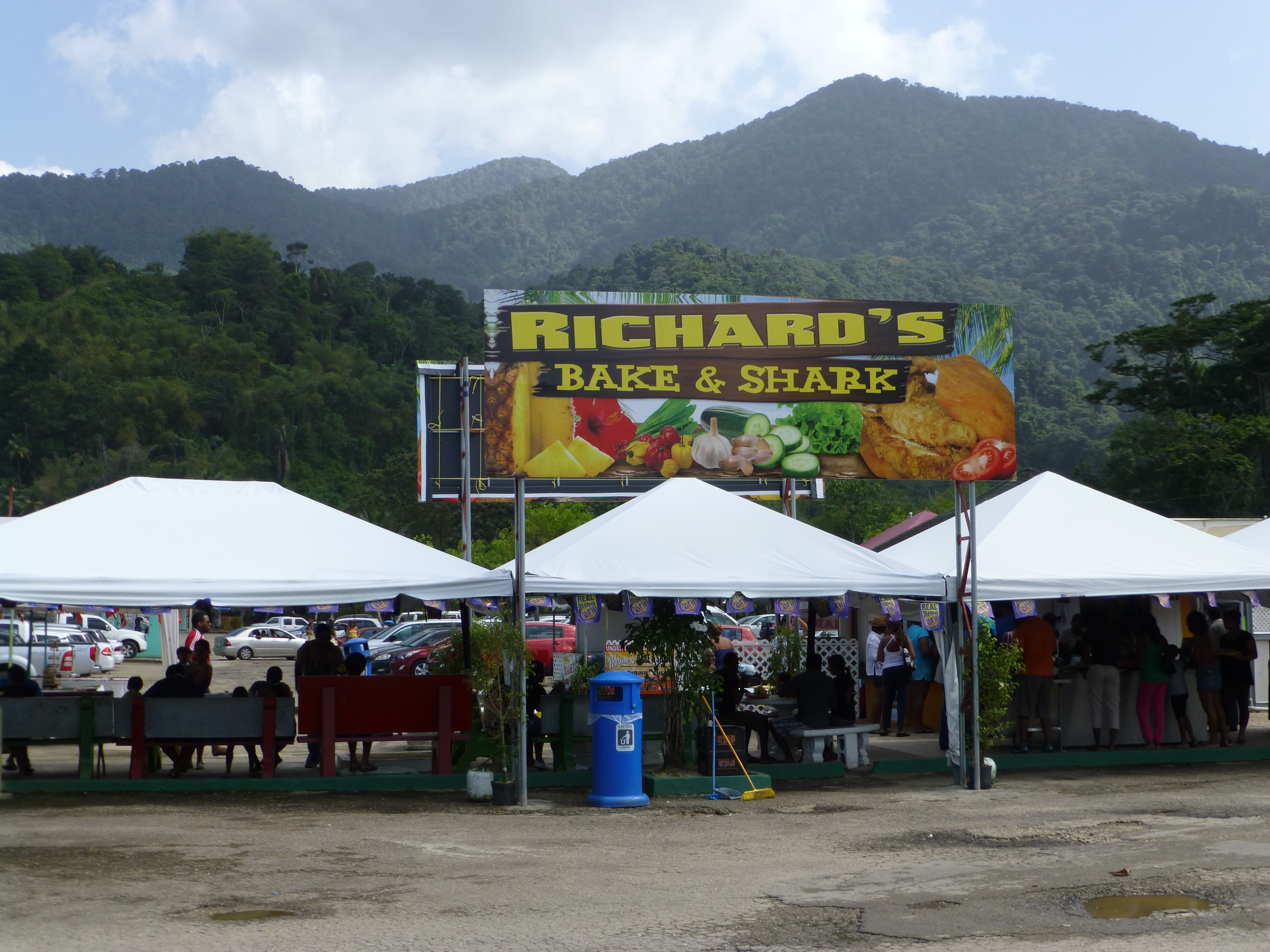
Bake-and-Shark-Stand auf Trinidad

Bake and Shark ist ein Imbissgericht der trinidadischen Küche.

## Zubereitung
Bake and Shark ist ein klassisches Street-Food-Gericht, das in Trinidad und Tobago an zahlreichen Imbissständen und Garküchen erhältlich ist. Es besteht aus einem frittierten Fladenbrot („Bake“), in das frittierte Stücke vom Hai („Shark“, meistens Kleiner Schwarzspitzenhai) sowie diverse weitere Zutaten und Soßen gegeben werden. Die Haistücke werden vor dem Frittieren mit einer Kräutermischung gewürzt und paniert oder in einer Mischung aus Zitronensaft, Zwiebel, Knoblauch, Thymian und Capsicum chinense mariniert. Gängige weitere Zutaten sind je nach Angebot des Verkäufers grüner Salat, Krautsalat, Gurken, Tomaten und/oder Ananas; gängige Würzsaucen sind neben dem auf langem Koriander basierenden Green Seasoning (einer kalten Kräutersauce) Senf, Ketchup, Knoblauchsauce und/oder Chilisauce. Bake and Shark wird auf Trinidad in der Regel mit dem an der Nordküste gelegenen Maracas Beach assoziiert, da sich dort eine Vielzahl von Bake and Shark-Verkaufsständen befindet und der benötigte Hai in der Brandungszone vor dem Strand frisch gefangen wird. In der Regel erhält der Kunde dort lediglich das Haifleisch im Fladenbrot und stellt sich dann an einem Buffet mit Salatbeilagen und Saucen das fertige Imbissgericht selbst zusammen.

## Umweltproblematik
Als Spitzenprädatoren sind Haie von großer Bedeutung für das Ökosystem Meer. Durch Überfischung sind zahlreiche Haiarten in ihrem Bestand gefährdet. Neben ethischen ergeben sich hieraus auch wirtschaftliche Probleme, denn der Bedarf an Haifisch in Trinidad und Tobago kann nicht mehr gedeckt werden. Oft werden als Ersatz Welse und Rochen falsch deklariert verkauft, Kochbücher empfehlen als Ersatz weitere Arten festfleischigen Fisches wie Tilapia. Im Gegenzug wird vereinzelt damit geworben, Haifisch an Stelle von günstigen Alternativen zu verkaufen.